# Basketball Bundesliga 2004-05
La Basketball Bundesliga 2004-05 fue la edición número 39 de la Basketball Bundesliga, la primera división del baloncesto profesional de Alemania. El campeón fue el Brose Bamberg, que lograba su primer título, mientras que descendieron el DJK Wurzburgo y el Union Baskets Schwelm.

## Equipos
| Equipo                           | Ciudad       | Arena                      | Capacidad |
| -------------------------------- | ------------ | -------------------------- | --------- |
| Brose Baskets                    | Bamberg      | Stechert Arena             | 6,800     |
| Alba Berlin                      | Berlin       | O2 World Berlin            | 14,500    |
| Telekom Baskets Bonn             | Bonn         | Telekom Dome               | 6,000     |
| New Yorker Phantoms Braunschweig | Braunschweig | Volkswagen Halle           | 6,600     |
| Köln 99ers                       | Colonia      | GEW Energy Dome            | 3,232     |
| Fraport Skyliners                | Frankfurt    | Fraport Arena              | 5,002     |
| LTi Gießen 46ers                 | Gießen       | Sporthalle Gießen-Ost      | 4,003     |
| BG Karlsruhe                     | Karlsruhe    | Europahalle Karlsruhe      | 4,800     |
| Bayer Giants Leverkusen          | Leverkusen   | Smidt-Arena                | 3,500     |
| MHP Riesen Ludwigsburg           | Ludwigsburg  | Rundsporthalle Ludwigsburg | 3,008     |
| EWE Baskets Oldenburg            | Oldenburg    | Große EWE Arena            | 6,069     |
| Union Baskets Schwelm            | Schwelm      | Dreifachhalle              | 1,500     |
| Artland Dragons                  | Quakenbrück  | Artland-Arena              | 3,000     |
| TBB Trier                        | Trier        | Arena Trier                | 5,900     |
| Walter Tigers Tübingen           | Tübingen     | Paul Horn-Arena            | 3,132     |
| DJK Würzburg                     | Wurzburgo    | s.Oliver Arena             | 3,140     |

## Resultados

### Temporada regular
|     | Equipo                      | J  | G  | P  | Pts | Clasificación                         |
| --- | --------------------------- | -- | -- | -- | --- | ------------------------------------- |
| 1.  | Alba Berlin                 | 30 | 22 | 8  | 44  | playoffs                              |
| 2.  | GHP Bamberg                 | 30 | 21 | 9  | 42  | playoffs                              |
| 3.  | RheinEnergie Köln           | 30 | 20 | 10 | 40  | playoffs                              |
| 4.  | Opel Skyliners Frankfurt    | 30 | 19 | 11 | 38  | playoffs                              |
| 5.  | Artland Dragons Quakenbrück | 30 | 18 | 12 | 36  | playoffs                              |
| 6.  | Gießen 46ers                | 30 | 18 | 12 | 36  | playoffs                              |
| 7.  | EWE Baskets Oldenburg       | 30 | 17 | 13 | 34  | playoffs                              |
| 8.  | EnBW Ludwigsburg            | 30 | 17 | 13 | 34  | playoffs                              |
| 9.  | Telekom Baskets Bonn        | 30 | 16 | 14 | 32  |                                       |
| 10. | BG Karlsruhe                | 30 | 13 | 17 | 26  |                                       |
| 11. | TBB Trier                   | 30 | 13 | 17 | 26  |                                       |
| 12. | Energy Braunschweig         | 30 | 12 | 18 | 24  |                                       |
| 13. | Bayer Giants Leverkusen     | 30 | 12 | 18 | 24  |                                       |
| 14. | Walter Tigers Tübingen      | 30 | 11 | 19 | 22  |                                       |
| 15. | TSK Wurzburgo               | 30 | 7  | 23 | 14  | Descienden a 2. Basketball-Bundesliga |
| 16. | Union Baskets Schwelm       | 30 | 4  | 26 | 8   | Descienden a 2. Basketball-Bundesliga |

## Playoffs
|  | Cuartos de final | Cuartos de final            | Cuartos de final |                          |    | Semifinales | Semifinales | Semifinales |  |    | Final                    | Final | Final |  |
|  |                  |                             |                  |                          |    |             |             |             |  |    |                          |       |       |  |
|  |                  |                             |                  |                          |    |             |             |             |  |    |                          |       |       |  |
|  | 1.               | ALBA Berlin                 | 3                |                          |    |             |             |             |  |    |                          |       |       |  |
|  | 1.               | ALBA Berlin                 | 3                |                          |    |             |             |             |  |    |                          |       |       |  |
|  | 8.               | EnBW Ludwigsburg            | 0                |                          |    |             |             |             |  |    |                          |       |       |  |
|  | 8.               | EnBW Ludwigsburg            | 0                |                          | 1. | ALBA Berlin | 1           |             |  |    |                          |       |       |  |
|  |                  |                             |                  |                          | 1. | ALBA Berlin | 1           |             |  |    |                          |       |       |  |
|  |                  |                             | 4.               | Opel Skyliners Frankfurt | 3  |             |             |             |  |    |                          |       |       |  |
|  | 4.               | Opel Skyliners Frankfurt    | 4.               | Opel Skyliners Frankfurt | 3  | 3           |             |             |  |    |                          |       |       |  |
|  | 4.               | Opel Skyliners Frankfurt    |                  |                          |    |             |             |             |  |    |                          |       |       |  |
|  | 5.               | Artland Dragons Quakenbrück | 2                |                          |    |             |             |             |  |    |                          |       |       |  |
|  | 5.               | Artland Dragons Quakenbrück | 2                |                          |    |             |             |             |  | 4. | Opel Skyliners Frankfurt | 2     |       |  |
|  |                  |                             |                  |                          |    |             |             |             |  | 4. | Opel Skyliners Frankfurt | 2     |       |  |
|  |                  |                             | 2.               | GHP Bamberg              | 3  |             |             |             |  |    |                          |       |       |  |
|  | 2.               | GHP Bamberg                 | 2.               | GHP Bamberg              | 3  | 3           |             |             |  |    |                          |       |       |  |
|  | 2.               | GHP Bamberg                 |                  |                          |    |             |             |             |  |    |                          |       |       |  |
|  | 7.               | EWE Baskets Oldenburg       | 0                |                          |    |             |             |             |  |    |                          |       |       |  |
|  | 7.               | EWE Baskets Oldenburg       | 0                |                          | 2. | GHP Bamberg | 3           |             |  |    |                          |       |       |  |
|  |                  |                             |                  |                          | 2. | GHP Bamberg | 3           |             |  |    |                          |       |       |  |
|  |                  |                             | 6.               | Giessen 46ers            | 1  |             |             |             |  |    |                          |       |       |  |
|  | 3.               | Köln 99ers                  | 6.               | Giessen 46ers            | 1  | 2           |             |             |  |    |                          |       |       |  |
|  | 3.               | Köln 99ers                  |                  |                          |    |             |             |             |  |    |                          |       |       |  |
|  | 6.               | Giessen 46ers               | 3                |                          |    |             |             |             |  |    |                          |       |       |  |
|  | 6.               | Giessen 46ers               | 3                |                          |    |             |             |             |  |    |                          |       |       |  |
|  |                  |                             |                  |                          |    |             |             |             |  |    |                          |       |       |  |

## Galardones
MVP de la temporada
- Chuck Eidson, Gießen 46ers

MVP de las Finales
- Chris Williams, Skyliners Frankfurt

Mejor jugador ofensivo
- Chuck Eidson, Gießen 46ers

Mejor jugador defensivo
- Koko Archibong, GHP Bamberg

Entrenador del Año
- Stefan Koch, Gießen 46ers

Mejor jugador sub-22
- Koko Archibong, GHP Bamberg

Mejores quintetos de la BBL
| - Mejor quinteto: - G Pascal Roller, Skyliners Frankfurt - G Marko Bulić, Artland Dragons - F Chuck Eidson, Gießen 46ers - F Chris Williams, Skyliners Frankfurt - C Jovo Stanojević, ALBA Berlin | - 2º mejor quinteto: - G Steffen Hamann, GHP Bamberg - G Tyron McCoy, EWE Baskets Oldenburg - F Narcisse Ewodo, BG Karlsruhe - F Koko Archibong, GHP Bamberg - C Chris Ensminger, GHP Bamberg |